# Gabriel Zaporta
Gabriel Zaporta ( ? - 4 de febrero de 1580) fue un comerciante y financiero aragonés, posiblemente nacido en Monzón, Huesca, que desarrolló su actividad en Zaragoza en el siglo XVI, donde llegó a ser uno de los hombres más poderosos y ricos.

## Biografía
De familia judeoconversa, era hijo de Guillén Zaporta, habitante de Monzón que fue quemado vivo por la Inquisición en 1520, junto con su hermano Luis Zaporta, siendo sus mujeres Isabel y Leonor penitenciadas y todo su patrimonio confiscado. Gabriel Zaporta aparece por primera vez en Zaragoza en 1520, aunque es en 1537 cuando sus actividades profesionales comienzan a consagrarse. Desarrolla expediciones comerciales por todos los Reinos de España, Francia y Flandes, financia proyectos económicos, concede créditos y constituye arrendamientos. Fue también Consejero y jurado municipal, así como procurador y regente de la Tesorería General del Reino de Aragón. Estuvo casado en dos ocasiones: con Jerónima Albizu y, tras su muerte, con Sabina Santángel, hija también de ricos comerciantes conversos y que le aportó una sustanciosa dote.
El 23 de agosto de 1542, su destacada labor y poder le permitió que Carlos I le otorgase el título de señor de Valmaña, tras financiar con cuatro millones de reales las expediciones de la Corona en el norte de África. También sus hijos se emparentaron con otras ricas familias de mercaderes y nobles, entre ellos la casa ducal de los Villahermosa. Su hija, Leonor Zaporta, se casó con Francisco de Aragón y Gurrea, que descendía del rey Juan II de Aragón. Todo ello le permitió que su pasado judeoconverso quedase en segundo lugar.
Además de las obras de decoración de su residencia, financió la Capilla de San Miguel de la Seo de Zaragoza, construida entre 1569 y 1578, su panteón familiar.